# 藤岡慎介
藤岡 慎介（ふじおか しんすけ）は、大阪大学レーザー科学研究所教授。
専門は、極端紫外光源開発、レーザー核融合、実験室宇宙物理。工学博士。

## 来歴・人物
- 1995年 清風南海高等学校卒
- 1999年 大阪大学工学部原子力工学科卒業
- 2001年3月 大阪大学工学研究科電子情報エネルギー工学専攻修了。大阪大学レーザー核融合研究センター助手
- 2003年4月 日本学術振興会特別研究員 (DC2) 大阪大学中退
- 2003年10月 大阪大学工学部助教
- 2005年3月 大阪大学より工学博士の学位を取得＜乙第9028号＞[1]
- 2011年 大阪大学准教授
- 2015年8月 大阪大学教授。藤岡研究室

## 特許・実用新案・意匠
- 日本、スズ供給装置、乗松孝好、西村博明、藤岡慎介、長井圭治、宮永憲明、特開2008-71570（公開）、2006年09月
- 日本、極端紫外光変換材料、長井圭治、藤岡慎介、西村博明、宮永憲明、西原功修、特開2007-87750（公開）、2005年09月
- 日本、極端紫外光・Ｘ線光源用ターゲット及びその製造方法、長井圭治、谷勤翠、乗松孝好、藤岡慎介、西村博明、西原功修、宮永憲明、井澤靖和、PCT/JP2005/015621（出願）、2005年08月
- 日本、極端紫外光源用ターゲット及びその製造方法、長井圭治、谷勤翠、乗松孝好、藤岡慎介、西村博明、西原功修、宮永憲明、井澤靖和、特願2004-366732（出願）、2004年12月
- 日本、Ｘ線発生法法、Ｘ線発生装置、内田成明、島田義則、山浦道照、宮永憲明、西村博明、藤岡慎介、乗松孝好、長井圭治、西原功修、井澤靖和、特開2006-85940（公開）、2004年09月

## 著書
- 専門著書、EUV光源の開発と応用　2007年02月

## 論文
- Laboratory spectroscopy of silicon plasmas photoionized by mimic astrophysical compact objects，S. Fujioka, N. Yamamoto, D. Salzmann, F. Wang, Y. Li, Q. Dong, S. Wang, Y. Zhang, Y-J. Rhee, Y-W. Lee, J-M. Han, D-H. Kwon, J. Zhong, G. Zhao, M. Tanabe, T. Fujiwara, Y. Nakabayashi, J. Zhang, H. Nishimura, H. Takabe, K. Mima，Plasma Physics and Controlled Fusion，Vol. 51, p. 124032，2009年12月，https://iopscience.iop.org/0741-3335/51/12/124032/?ejredirect=.iopscience，学術論文
- X-ray astronomy in the laboratory with a miniature compact object produced by laser-driven implosion，S. Fujioka, H. Takabe, N. Yamamoto, D. Salzmann, F. Wang, H. Nishimura, Y. Li, Q. Dong, S. Wang, Y. Zhang, Y-J. Rhee, Y-W. Lee, J-M. Han, M. Tanabe, T. Fujiwara, Y. Nakabayashi, G. Zhao, J. Zhang, K. Mima，Nature Physics，Vol. 5, pp. 821 - 825，2009年11月，http://www.nature.com/nphys/journal/vaop/ncurrent/abs/nphys1402.html，学術論文
- Experimental evidence and theoretical analysis of photoionized plasma under x-ray radiation produced by an intense laser，F. Wang, S. Fujioka, H. Nishimura, D. Kato, Y. Li, G. Zhao, J. Zhang, H. Takabe，Physics of Plasmas，Vol. 15, p. 073108，2008年07月，学術論文
- Pure-tin microdroplets irradiated with double laser pulses for efficient and minimum-mass extreme-ultraviolet light source production，S. Fujioka, M. Shimomura, Y. Shimada, S. Maeda, H. Sakaguchi, Y. Nakai, T. Aota, H. Nishimura, N. Ozaki, A. Sunahara, K. Nishihara, N. Miyanaga, Y. Izawa, K. Mima，Applied Physics Letters，Vol. 92, No. 24, p. 241502，2008年06月，http://scitation.aip.org/getabs/servlet/GetabsServlet?prog=normal&id=APPLAB000092000024241502000001&idtype=cvips&gifs=yes，学術論文
- Absolute evaluation of out-of-band radiation from laser-produced tin plasmas for extreme ultraviolet lithography，H. Sakaguchi, S. Fujioka, S. Namba, H. Tanuma, H. Ohashi, S. Suda, M. Shimomura, Y. Nakai, Y. Kimura, Y. Yasuda, H. Nishimura, T. Norimatsu, A. Sunahara, K. Nishihara, N. Miyanaga, Y. Izawa, K. Mima，Applied Physics Letters，Vol. 92, p. 111503，2008年03月，http://scitation.aip.org/getabs/servlet/GetabsServlet?prog=normal&id=APPLAB000092000011111503000001&idtype=cvips&gifs=Yes&type=ALERT，学術論文

## 受賞
- PPCF Dendy Europe-Asia Pacific Award for Outstanding Research Collaboration in Plasma Physics, Joao Jorge SANTOS & Shinsuke FUJIOKA, Institute of Physics Publishing, 2021年05月
- Edouard Fabre Prize, Shinsuke FUJIOKA, 2019年09月
- 第22回技術進歩賞、藤岡慎介、長友英夫、城崎知至、プラズマ・核融合学会、2017年09月
- 文部科学大臣表彰 若手科学者賞、藤岡慎介、文部科学省、2011年04月
- 大阪大学 飛翔研究フェロー、藤岡慎介、大阪大学、2010年10月
- 日本物理学会若手奨励賞、藤岡慎介、日本物理学会、2010年03月
- High Speed Imaging Junior Research Award, 藤岡慎介、Japan Symposium on High-Speed Imaging & Photonics, 2009年12月
- 大阪大学近藤賞、藤岡慎介、大阪大学、2009年04月
- レーザー学会第28回年次大会優秀論文発表賞、藤岡慎介、社団法人レーザー学会、2008年05月
- 第35回レーザー学会業績賞（進歩賞）、宮永憲明、實野孝久、白神宏之、中田芳樹、河仲準二、椿本孝治、藤本靖、重森啓介、森尾登、川崎鉄次、疇地宏、松尾悟志、松尾秀昭、坂本?保、辻公一、村上英利、川上雄平、河端宏治、猿倉信彦、清水俊彦、古賀麻由子、藤岡慎介、中里智治、金邊忠、田中和夫、兒玉了祐、羽原英明、近藤公伯、末田敬一、本間啓史、（社）レーザー学会、2011年05月
- プラズマ・核融合学会第13回論文賞、西村博明、重森啓介、中井光男、藤岡慎介、島田義則、長井圭治、乗松孝好、砂原　淳、西原功修、宮永憲明、井澤靖和、河村　徹、西川　亘、佐々木明、プラズマ・核融合学会、2005年11月

## その他の活動
- 2010年レーザー普及セミナー、A star on the earth - 小さな星を地上に作る！！、2010年03月

## 所属学会
- 米国物理学会
- プラズマ・核融合学会
- 応用物理学会
- 日本物理学会
- 日本原子力学会
- 日本分光学会
- レーザー学会

## 業績リスト
- EUVによる次世代半導体技術―波長従来の1/10以下―、日刊工業新聞、2014年12月
- ブラックホール周辺環境　レーザー「激光１２号」で再現，読売新聞、2009年11月
- ブラックホール周辺の環境を再現、日本放送協会 (NHK)、2009年10月
- 大阪大がブラックホール"再現"　高出力レーザー装置使い、共同通信社、2009年10月
- 実験室で模擬ブラックホール　高出力レーザーで実現　大阪大、時事通信社、2009年10月
- ブラックホール周辺の環境を再現　阪大　レーザーでX線放出、朝日新聞、2009年10月
- ブラックホール　高輝度X線放射を再現　阪大、天文学研究へ応用、日刊工業新聞、2009年10月
- ブラックホール「超ミニ版」再現，日本経済新聞，2009年10月
- ブラックホール周辺環境再現　阪大チーム、強力レーザーで成功、産経新聞，2009年10月
- メモリー容量４倍に　次世代半導体　短い波長の光　実用化に、毎日新聞，2008年02月
- 次々世代半導体製造向けEUV光源技術を開発，日刊工業新聞、2008年02月